# Teodorów
Teodorów [pronunciación en polaco: /tɛɔˈdɔruf/] es un pueblo ubicado en el distrito administrativo de Gmina Brzeziny, dentro del condado de Brzeziny, Voivodato de Łódź, en el centro de Polonia. Se encuentra a unos 6 kilómetros al oeste de Brzeziny y 15 kilómetros al este de la capital regional Łódź.
El pueblo tiene una población de 40 habitantes.